# 와이드! 스크램블
슈퍼J채널(일어:ワイド!スクランブル, 영어:Wide! Scramble, 통칭:스크램블)은 테레비 아사히(ANN)계열을 통해 1996년 4월 1일부터 방송하고 있는 오전 및 오후 정보 프로그램이다.